# Tour di Jovanotti
Questa pagina contiene i tour del cantante italiano Jovanotti.

## Riepilogo
| Periodo                      | Nome Tour                                               | Album da promuovere                             | Concerti |
| ---------------------------- | ------------------------------------------------------- | ----------------------------------------------- | -------- |
| 1991 - 1992                  | Una tribù che balla Tour 1991-1992                      | Una tribù che balla                             |          |
| novembre - dicembre 1992     | Carboni-Jovanotti in concerto 1992                      | Carboni, Lorenzo 1992                           | 8        |
| 1992 - 1993                  | Il rap Tour 1992-1993                                   | Lorenzo 1992                                    |          |
| aprile - maggio 1994         | Lorenzo in concerto Tour 1994                           | Lorenzo 1994                                    | 21       |
| giugno - luglio 1994         | Pino Daniele-Jovanotti-Eros Ramazzotti in concerto 1994 | Che Dio ti benedica, Lorenzo 1994, Tutte storie | 15       |
| aprile - settembre 1997      | Lorenzo Tour 1997                                       | Lorenzo 1997 - L'albero                         | 36       |
| novembre - dicembre 1999     | Lorenzo Tour 1999                                       | Lorenzo 1999 - Capo Horn                        | 22       |
| aprile - settembre 2002      | Lorenzo Live 2002                                       | Lorenzo 2002 - Il quinto mondo                  | 30       |
| ottobre - dicembre 2005      | Buon sangue Tour 2005                                   | Buon sangue                                     | 23       |
| maggio - settembre 2008      | Safari Tour 2008                                        | Safari                                          | 33       |
| aprile 2011 - ottobre 2012   | Lorenzo Live - Ora in Tour 2011-2012                    | Ora                                             | 87       |
| giugno - luglio 2013         | Backup Tour - Lorenzo negli stadi 2013                  | Backup - Lorenzo 1987-2012                      | 13       |
| marzo - aprile 2014          | Super-Sur-Tour 2014                                     | Backup - Lorenzo 1987-2012                      | 4        |
| giugno - luglio 2015         | Lorenzo negli stadi Tour 2015                           | Lorenzo 2015 CC.                                | 13       |
| novembre 2015 - gennaio 2016 | Lorenzo nei Palasport Tour 2015-2016                    | Lorenzo 2015 CC.                                | 34       |
| febbraio - luglio 2018       | Lorenzo Live Tour 2018                                  | Oh, vita!                                       | 66       |
| luglio - settembre 2019      | Jova Beach Party Tour 2019                              | Jova Beach Party                                | 17       |
| luglio - novembre 2022       | Jova Beach Party Tour 2022                              | La primavera (EP), Mediterraneo (EP)            | 23       |
| marzo - maggio 2025          | PalaJova Tour 2025                                      | Il corpo umano vol. 1                           | 55       |
| Totale                       | Totale                                                  | Totale                                          | 500      |

## Una tribù che balla Tour 1991-1992

### Scaletta
1. Muoviti muoviti
2. Radio rap
3. Diritti e doveri
4. Mix
5. Rappers delight
6. Libera l'anima
7. Gimme Five
8. Scappa con me
9. Walk This Way
10. Peggio per te
11. La mia moto
12. Go Jovanotti Go
13. Vasco
14. Quando sarai lontana
15. Una tribù che balla
16. Ciao mamma
17. Gente della notte
18. No Woman No Cry
19. Roadhouse Blues
20. Cosa dovrei fare
21. Muoviti muoviti

### Band
- Michele Centonze - chitarra elettrica ed acustica
- Saturnino - basso
- Nabuc - tastiera
- Pier Foschi - batteria

## Carboni-Jovanotti in concerto 1992
Carboni-Jovanotti in concerto 1992 è la tournée di Luca Carboni e Jovanotti, partita da Pieve di Cento il 25 novembre 1992 e terminata a Napoli il 4 dicembre 1992.
Durante un concerto Luca Carboni interpreta il brano La leva calcistica della classe '68 di Francesco De Gregori nell'anniversario della sua pubblicazione.
I concerti del Tour vengono chiusi con il brano Splendida giornata di Vasco Rossi.

### Scaletta
1. Intro 1992
2. Il rap
3. La mia città
4. Benvenuti nella giungla
5. Baila Sad Jack
6. Io No
7. L'amore che cos'è
8. Ragazzo fortunato
9. Le storie d'amore, Puttane e spose
10. Estate 1992
11. Mare mare
12. Il cuore
13. Alzando gli occhi al cielo
14. Ho perso la direzione
15. Ci vuole un fisico bestiale
16. Non m'annoio
17. Tempo che passi
18. Sai qual è il problema
19. Siamo le stelle del cielo, Vai con un po' di violenza
20. O è Natale tutti i giorni...
21. La leva calcistica della classe '68
22. Mondo in mi 7º, Libera l'anima
23. Splendida giornata
24. Una tribù che balla
25. Farfallina
26. Quando sarai lontana
27. Vieni a vivere con me
28. Ciao mamma

### Band
- Michele Centonze, Mauro Patelli, Mauro Gardella - chitarre elettriche e acustiche
- Saturnino, Massimo Sutera - bassi
- Nabuc - tastiera, pianoforte
- Daniele Bruno - tastiera, pianoforte
- Pier Foschi, Sandro Piccinini - batteria
- Ignazio Orlando - campionatore

### Date
- 25 novembre 1992, Pieve di Cento
- 26 novembre 1992, Villorba, PalaVerde
- 27 novembre 1992, Modena, PalaPanini
- 28 novembre 1992, Firenze, Nelson Mandela Forum
- 30 novembre 1992, Milano, Mediolanum Forum d'Assago
- 1º dicembre 1992, Torino, PalaRuffini
- 3 dicembre 1992, Roma, PalaLottomatica
- 4 dicembre 1992, Napoli, PalaPartenope

## Il rap Tour 1992-1993

### Scaletta
1. Intro
2. Il rap
3. Benvenuti nella giungla
4. Io no
5. Chissà se stai dormendo
6. Puttane e spose
7. Estate 1992
8. Ragazzo fortunato
9. Il cuore
10. Alzando gli occhi al cielo
11. Ho perso la direzione
12. Sai qual è il problema
13. Una tribù che balla
14. Non m'annoio
15. Quando sarai lontana
16. Vai con un po' di violenza
17. Cosa dovrei fare, Libera l'anima, Intro
18. Muoviti muoviti
19. Gente della notte
20. Buongiorno
21. Ciao mamma

### Band
- Michele Centonze - chitarra elettrica e acustica
- Saturnino - basso
- Nabuk - tastiera, pianoforte
- Pier Foschi - batteria
- Ignazio Orlando - campionatore

### Supporto
- Datura

## Lorenzo in concerto Tour 1994

### Scaletta
1. Attaccami la spina
2. Penso positivo
3. Una tribù che balla
4. Il futuro del mondo
5. Barabba
6. Si va via
7. Piove
8. Dobbiamo inventarci qualcosa
9. Chissà se stai dormendo
10. Voglio di +
11. Serenata rap
12. Estate 1992
13. Soleluna, La bamba
14. Parola
15. Mix
16. Io no
17. Assolo di batteria
18. Io ti cercherò
19. Il ballerino, Muoviti muoviti
20. Sai qual è il problema
21. Ragazzo fortunato
22. Non m'annoio
23. Mario
24. Gente della notte
25. Ciao mamma

### Band
- Michele Centonze - chitarra elettrica e acustica
- Saturnino - basso
- Nabuk - tastiera, pianoforte
- Pier Foschi - batteria
- Naco - percussioni
- Demo Morselli - tromba
- Gianluca Nafta Camporesi - campionatore

### Supporto
- Negrita

### Date
- 15 aprile 1994, Perugia, PalaEvangelisti
- 18 aprile 1994, Milano, Mediolanum Forum
- 20 aprile 1994, Torino, PalAlpitour
- 22 aprile 1994, Roma, Teatro Tendastrisce
- 24 aprile 1994, Belluno, Palasport
- 25 aprile 1994, Bassano del Grappa, Palasport
- 26 aprile 1994, Bergamo, Palasport
- 28 aprile 1994, Lodi, Palasport
- 29 aprile 1994, Livorno, [Stadio A. Picchi]
- 30 aprile 1994, Genova, Palasport
- 1º maggio 1994, Lugano (Svizzera), Centro Esposizioni
- 2 maggio 1994, Bologna, Unipol Arena
- 3 maggio 1994, Parma, Palasport
- 5 maggio 1994, Cuneo, Palasport
- 6 maggio 1994, Desio, PalaDesio
- 8 maggio 1994, Arezzo, Palasport
- 9 maggio 1994, Siena, Palasport
- 10 maggio 1994, Montecatini Terme, PalaMadigan
- 12 maggio 1994, San Benedetto del Tronto, Palasport
- 13 maggio 1994 Pesaro, Palasport, Viale dei Partigiani
- 14 maggio 1994, Pavia, Palasport

## Daniele-Jovanotti-Ramazzotti-Carboni in concerto 1994

### Scaletta
1. Medley acustico: Piove/Se bastasse una canzone/Je sto vicino a te
2. A me me piace o'blues (Pino Daniele, Jovanotti)
3. Attaccami la spina (Jovanotti, Eros Ramazzotti)
4. Amore contro
5. Terra promessa (Eros Ramazzotti, Jovanotti)
6. La mia moto (Jovanotti, Eros Ramazzotti)
7. Quanno chiove
8. A testa in giù (Eros Ramazzotti, Pino Daniele)
9. Adesso tu
10. Emozione dopo emozione (Eros Ramazzotti)
11. Un cuore con le ali (Eros Ramazzotti, Jovanotti)
12. Il rap (Jovanotti)
13. Quando
14. Ancora vita (Eros Ramazzotti, Jovanotti)
15. Gesù Gesù (Pino Daniele, Eros Ramazzotti)
16. Una storia importante
17. Je so pazzo
18. Musica é
19. Occhi di speranza (Eros Ramazzotti, Pino Daniele)
20. Yes I Know My Way
21. Napule è

### Date
- 7 giugno 1994, Bari, Stadio San Nicola (Jovanotti, Ramazzotti, Daniele)
- 10 giugno 1994, Palermo, Stadio Renzo Barbera (Jovanotti, Ramazzotti, Daniele)
- 13 giugno 1994, Napoli, Stadio San Paolo (Jovanotti, Ramazzotti, Daniele)
- 16 giugno 1994, Roma, Stadio Olimpico (Jovanotti, Ramazzotti, Daniele)
- 19 giugno 1994, Bayreuth (Germania), Hans-Walter Wild Stadion (Jovanotti, Ramazzotti, Carboni)
- 22 giugno 1994, Monza, Stadio Brianteo (Jovanotti, Ramazzotti, Daniele)
- 26 giugno 1994, Bruxelles (Belgio), Atomium (Jovanotti, Ramazzotti, Carboni)
- 30 giugno 1994, Modena, Stadio Alberto Braglia (Jovanotti, Ramazzotti, Daniele)
- 2 luglio 1994, Zurigo (Svizzera) (Jovanotti, Ramazzotti, Carboni)
- 4 luglio 1994, Berlino (Germania) (Jovanotti, Ramazzotti, Carboni)
- 8 luglio 1994, Straubing (Germania) (Jovanotti, Ramazzotti, Carboni)
- 15 luglio 1994, Eindhoven (Paesi Bassi) (Jovanotti, Ramazzotti, Carboni)
- luglio Zagabria (Croazia) (Jovanotti, Ramazzotti, Carboni)
- luglio Lisbona (Portogallo) (Jovanotti, Ramazzotti, Carboni)
- luglio Tolone (Francia) (Jovanotti, Ramazzotti, Carboni)

## Lorenzo Tour 1997

### Scaletta
1. Il re
2. Intro
3. Big Bang
4. Tamburo
5. Libera l'anima
6. Attaccami la spina
7. Questa è la mia casa
8. Soleluna
9. Piove
10. Penso positivo
11. Umano
12. Il muratore
13. La linea d'ombra
14. Marco Polo (strumentale)
15. L'ombelico del mondo
16. Chissà se stai dormendo
17. Bella
18. Serenata rap
19. L'albero
20. Una tribù che balla
21. Occhio non vede cuore non duole
22. Il cuore
23. Io no
24. Non m'annoio
25. Voglio di +
26. Ueikap
27. Muoviti muoviti
28. Gente della notte
29. Ciao mamma
30. Ragazzo fortunato
31. Per la vita che verrà
32. Il fiore del 2000
33. Io ti cercherò
34. Luna di città d'agosto
35. L'ombelico del mondo

### Band
- Michele Centonze - Chitarra elettrica e acustica
- Saturnino - basso
- Luca Scarpa - pianoforte, tastiera
- Pier Foschi - batteria
- Ernesttico Rodriguez - percussioni
- Marco Tamburini - tromba
- Roberto Rossi - trombone
- Andrea Tofanelli - seconda tromba
- Vittorio Alinari - sassofono, flauto, violoncello
- Daniele Di Gregorio - vibrafono marimba
- Gianluca Nafta Camporesi - campionatore, programmazione, sequencer

### Date
- 16 aprile 1997, Forlì, PalaCredito di Romagna
- 18 aprile 1997, Firenze, Palasport
- 21 aprile 1997, Caserta, PalaMaggiò
- 24 aprile 1997, Reggio Calabria, Palasport
- 26 aprile 1997, Acireale, Palasport
- 28 aprile 1997, Marsala, Palasport
- 30 aprile 1997, Bari, Palaflorio
- 3 maggio 1997, Ancona, PalaRossini
- 5 maggio 1997, Roma, PalaLottomatica
- 7 maggio 1997, Perugia, PalaEvangelisti
- 9 maggio 1997, Bologna, Unipol Arena
- 10 maggio 1997, Pesaro, Adriatic Arena
- 12 maggio 1997, Genova, Palasport
- 13 maggio 1997, Milano, Mediolanum Forum
- 16 maggio 1997, Torino, PalaTorino
- 17 maggio 1997, Montichiari, PalaGeorge
- 19 maggio 1997, Verona, Palasport
- 20 maggio 1997, Bolzano, Palaonda
- 22 maggio 1997, Modena, Palasport
- 23 maggio 1997, Parma, Palasport
- 24 maggio 1997, Treviso, PalaVerde
- 27 maggio 1997, Varese, Palasport
- 12 luglio 1997, Collegno, Pellerossa
- 13 luglio 1997, Vigevano, Castello
- 14 luglio 1997, Lignano, Stadio
- 16 luglio 1997, Ferrara, Piazza Trento e Trieste
- 17 luglio 1997, Formigine, Piazza Trento e Trieste
- 20 luglio 1997, Cagliari, Fiera
- 21 luglio 1997, Nuoro, Stadio
- 23 luglio 1997, Salerno, Stadio Donato Vestuti
- 25 luglio 1997, Messina, Fiera
- 26 luglio 1997, Agrigento, Stadio Esseneto
- 28 luglio 1997, Lecce, Stadio Via del Mare
- 29 luglio 1997, Foggia, Stadio Pino Zaccheria
- 30 luglio 1997, Pescara, Stadio Adriatico-Giovanni Cornacchia
- 5 settembre 1997, Roma, Curva Sud Stadio Olimpico (trasmessa in diretta su Raidue)

## Lorenzo Tour 1999

### Scaletta
1. Intro: Buon Anno
2. Un raggio di sole
3. Dal basso
4. Non c'è libertà
5. Questa è la mia casa
6. Penso positivo
7. La vita nell'era spaziale
8. Dolce fare niente
9. Serenata rap
10. Stella cometa
11. La linea d'ombra
12. Il mio nome è mai più
13. Funky Beat-o
14. Rappers' delight
15. Non m'annoio
16. Una tribù che balla
17. Muoviti muoviti
18. L'albero
19. Con i piedi con le mani
20. La mia moto
21. Per te
22. Piove
23. Bella
24. Un giorno di sole
25. Il resto va da sé
26. L'ombelico del mondo
27. Gente della notte
28. Ciao mamma
29. Ragazzo fortunato

### Band
- Michele Centonze - chitarra elettrica e acustica
- Saturnino - basso
- Pape Gurioli - pianoforte, tastiera
- Pier Foschi - batteria
- Ernesttico Rodriguez - percussioni
- Marco Tamburini - tromba
- DJ Aladyn - giradischi
- Gianluca Nafta Camporesi - campionatore, programmazione, sequencer, computer

### Supporto
- Brando

### Date
- 6 novembre 1999, Forlì, PalaCredito di Romagna
- 9 novembre 1999, Verona, Palasport
- 12 novembre 1999, Milano, Mediolanum Forum
- 13 novembre 1999, Milano, Mediolanum Forum
- 15 novembre 1999, Torino, PalaTorino
- 16 novembre 1999, Genova, Palasport
- 19 novembre 1999, Firenze, Palasport
- 20 novembre 1999, Firenze, Palasport
- 21 novembre 1999, Pesaro, Adriatic Arena
- 23 novembre 1999, Bari, Palaflorio
- 24 novembre 1999, Caserta, PalaMaggiò
- 26 novembre 1999, Acireale, Palasport
- 27 novembre 1999, Marsala, Palasport
- 30 novembre 1999, Perugia, PalaEvangelisti
- 1º dicembre 1999, Ancona, PalaRossini
- 3 dicembre 1999, Trieste, Palasport
- 4 dicembre 1999, Treviso, PalaVerde
- 7 dicembre 1999, Bologna, Unipol Arena (trasmessa in diretta streaming su Internet)
- 9 dicembre 1999, Montichiari, PalaGeorge
- 11 dicembre 1999, Varese, Palasport
- 14 dicembre 1999, Roma, PalaLottomatica
- 16 dicembre 1999, Modena, Palasport

## Lorenzo Live 2002

### Scaletta
1. Attaccami la spina
2. Ragazzo fortunato
3. Un uomo
4. Non m'annoio
5. La vita vale, Dal basso
6. Piove
7. Ti sposerò
8. Bella
9. Albero di mele
10. Salvami
11. Mario
12. Canzone d'amore esagerata
13. Storia di un corazon, Con i piedi con le mani, Questa è la mia casa
14. L'ombelico del mondo, Una tribú che balla
15. Gente della notte
16. Per la vita che verrà
17. Soleluna
18. Salato - Parte I
19. Salato - Parte II
20. Penso positivo
21. Morirò d'amore
22. Serenata rap
23. Date al diavolo un bimbo per cena
24. Un raggio di sole
25. 30 modi per salvare il mondo

### Band
- Riccardo Onori - chitarra elettrica e acustica
- Saturnino - basso
- Giovanni Allevi - pianoforte, tastiera
- Stefano Cecere - tastiera, organo Hammond, Fender Rhodes
- Pier Foschi - batteria
- Peu Meurray - percussioni
- Boghan Costa - percussioni
- Ernesttico Rodriguez - percussioni, direttore percussioni
- Dario Cecchini - sax tenore, sax baritono, flauto
- Piero Odorici - sax alto
- Luca Marianini - tromba, flicorno
- Giuseppe Di Benedetto - trombone
- Marco Tamburini - tromba, direttore fiati
- June Hamm - cori
- Lorraine Barnes - cori
- Paula Clarke - cori

### Date
Aprile
- 17 aprile 2002, Ancona, PalaRossini
- 19 aprile 2002, Firenze, Palasport
- 20 aprile 2002, Bologna, Unipol Arena
- 22 aprile 2002, Bari, Palaflorio
- 24 aprile 2002, Acireale, Palasport
- 25 aprile 2002, Reggio Calabria, Palasport
- 27 aprile 2002, Caserta, PalaMaggiò
- 29 aprile 2002, Perugia, PalaEvangelisti
- 30 aprile 2002, Treviso, PalaVerde

Maggio
- 2 maggio 2002, Zurigo (Svizzera), Hallenstadion
- 4 maggio 2002, Genova, Palasport
- 5 maggio 2002, Torino, PalaTorino
- 7 maggio 2002, Milano, Mediolanum Forum
- 10 maggio 2002, Verona, Palasport
- 11 maggio 2002, Pesaro, Adriatic Arena
- 13 maggio 2002, Montichiari, PalaGeorge

Giugno
- 1º giugno 2002, Roma, Stadio Flaminio
- 4 giugno 2002, Cagliari, Fiera

Luglio
- 19 luglio 2002, Vienna (Austria)
- 20 luglio 2002, Karlsruhe (Germania)
- 21 luglio 2002, Berna (Svizzera)
- 23 luglio 2002, Lucerna (Svizzera)
- 24 luglio 2002, Nyon (Svizzera)
- 27 luglio 2002, Nizza (Francia)

Agosto
- 8 agosto 2002, Udine
- 10 agosto 2002, Liegi (Belgio)
- 11 agosto 2002, Lokeren (Belgio)
- 23 agosto 2002, Brolo
- 25 agosto 2002, Velletri

Settembre
- 22 settembre 2002, Modena

## Buon sangue Tour 2005

### Scaletta
1. Mani in alto, Attaccami la spina, Il rap
2. Gimme Five, Go Jovanotti Go
3. Vai con un po' di violenza, Questa è la mia casa, Soleluna, Buon sangue
4. Mi disordino, Io no
5. (Tanto)³
6. Non m'annoio
7. Bruto
8. Muoviti muoviti
9. Una tribù che balla
10. Falla girare
11. L'ombelico del mondo
12. Una storia d'amore
13. Salvami
14. Il mio nome è mai più
15. La linea d'ombra
16. Mi fido di te
17. Per me / Serenata rap
18. Piove
19. Io ti cercherò
20. Gente della notte, Walk on the Wild Side
21. Gimme Five
22. La valigia
23. Bella
24. Ragazzo fortunato
25. Penso positivo
26. Coraggio
27. Ciao mamma

### Band
- Riccardo Onori - chitarra elettrica e acustica
- Saturnino - basso
- Franco Santernecchi - pianoforte, tastiera, organo Hammond, rhodes
- Christian "Noochie" Rigano - tastiera, sintetizzatore, programmazione
- Mylious Johnson - batteria
- Ernesttico Rodriguez - percussioni

### Supporto
- Cor Veleno

### Date
Ottobre
- 22 ottobre 2005, Ancona, PalaRossini
- 24 ottobre 2005, Firenze, Nelson Mandela Forum
- 25 ottobre 2005, Bologna, Unipol Arena
- 27 ottobre 2005, Verona, Palasport
- 29 ottobre 2005, Padova, Pala San Lazzaro
- 31 ottobre 2005, Zurigo (Svizzera), Hallenstadion

Novembre
- 4 novembre 2005, Parma, PalaRaschi
- 5 novembre 2005, Brescia, Palafiera
- 8 novembre 2005, Torino, PalaTorino
- 10 novembre 2005, Roma, PalaLottomatica
- 12 novembre 2005, Caserta, PalaMaggiò
- 14 novembre 2005, Reggio Calabria PalaCalafiore
- 16 novembre 2005, Palermo, Palasport
- 18 novembre 2005, Acireale, PalaTupparello
- 20 novembre 2005, Pesaro, Adriatic Arena
- 21 novembre 2005, Perugia, PalaEvangelisti
- 23 novembre 2005, Genova, Palasport
- 25 novembre 2005, Milano, Mediolanum Forum (in diretta streaming su Alice Home TV, registrato il DVD Buon Sangue Live)
- 27 novembre 2005, Cuneo, Palasport
- 29 novembre 2005, Firenze, Nelson Mandela Forum
- 30 novembre 2005, Livorno, Modigliani Forum

Dicembre
- 2 dicembre 2005, Andria, Palasport
- 3 dicembre 2005, Silvi, Palauniverso

## Safari Tour 2008

### Scaletta
1. Safari
2. Penso positivo
3. Temporale
4. Dove ho visto te
5. Una storia d'amore
6. Serenata rap
7. A te
8. L'albero, (Tanto)³
9. Una tribù che balla
10. Falla girare
11. Medley acustico: Chissà se stai dormendo, Luna di città d'agosto, Morirò d'amore, Ti sposerò, Gente della notte
12. L'ombelico del mondo
13. In orbita
14. Fango
15. Mi fido di te
16. Mezzogiorno
17. Ragazzo fortunato
18. Non m'annoio
19. Piove, Vecchio Frack
20. Come musica
21. Punto

### Band
- Riccardo Onori - chitarra elettrica e acustica
- Saturnino - basso
- Franco Santernecchi - pianoforte, tastiera, organo Hammond, rhodes
- Christian "Noochie" Rigano - tastiera, sintetizzatore, programmazione
- Gareth Brown - batteria
- Mylious Johnson - batteria, percussioni

### Date
Maggio
- 10 maggio 2008, Rimini, 105 Stadium
- 12 maggio 2008, Firenze, Nelson Mandela Forum
- 14 maggio 2008, Zurigo (Svizzera), Hallenstadion
- 17 maggio 2008, Roma, PalaLottomatica
- 18 maggio 2008, Roma, PalaLottomatica
- 20 maggio 2008, Catania, Palasport
- 22 maggio 2008, Palermo, inizialmente previsto al Palasport e poi spostato al Velodromo Paolo Borsellino
- 24 maggio 2008, Caserta, PalaMaggiò
- 27 maggio 2008, Torino, Palasport Olimpico
- 29 maggio 2008, Milano, Mediolanum Forum
- 30 maggio 2008, Milano, Mediolanum Forum

Giugno
- 1º giugno 2008, Ancona, PalaRossini
- 2 giugno 2008, Perugia, PalaEvangelisti
- 4 giugno 2008, Bologna, Unipol Arena
- 6 giugno 2008, Bolzano, Palaonda

Luglio
- 5 luglio 2008, Acqui Terme, Stadio Jona Ottolenghi
- 7 luglio 2008, Como, Stadio Giuseppe Sinigallia
- 9 luglio 2008, Carpi, Piazza Martiri
- 11 luglio 2008, Locarno (Svizzera), Piazza Grande
- 14 luglio 2008, Taormina, Anfiteatro
- 16 luglio 2008, Campofelice di Roccella, Arena del mare
- 18 luglio 2008, Teramo, Stadio Comunale
- 20 luglio 2008, Frosinone, Stadio Comunale
- 22 luglio 2008, Brindisi, Area Porto
- 27 luglio 2008, Tarvisio

Agosto
- 6 agosto 2008, Adrano, Campo Sportivo
- 10 agosto 2008, Vasto, Campo Sportivo
- 12 agosto 2008, Barletta, Fossato Castello
- 14 agosto 2008, Agropoli, Campo Sportivo
- 16 agosto 2008, Cattolica, Arena della Regina

Settembre
- 10 settembre 2008, Cagliari, Fiera
- 16 settembre 2008, Verona, Arena
- 17 settembre 2008, Verona, Arena

## Lorenzo Live - Ora in Tour 2011-2012
Lorenzo Live - Ora in Tour 2011-2012 è una tournée di Jovanotti iniziata il 16 aprile 2011 a Rimini e terminata il 18 ottobre 2012 a Detroit.

### Scaletta
1. Megamix
2. Falla girare
3. Spingo il tempo al massimo
4. La porta è aperta
5. Amami
6. L'elemento umano
7. La notte dei desideri
8. Mezzogiorno
9. Le tasche piene di sassi
10. Come musica
11. A te
12. Ora
13. Tutto l'amore che ho
14. Io danzo, Non m'annoio
15. (Tanto)³, Penso positivo
16. Battiti di ali di farfalla, Una tribù che balla
17. L'ombelico del mondo
18. Mi fido di te
19. Medley acustico: Piove, Punto, Bella, Ciao mamma, Il capo della banda, Dabadabadance, Una storia d'amore
20. Fango
21. Quando sarò vecchio, Ci si skiaccia
22. Ragazzo fortunato
23. Il più grande spettacolo dopo il Big Bang
24. Baciami ancora
25. La bella vita

### Band
- Riccardo Onori - chitarra elettrica e acustica
- Saturnino - basso
- Franco Santarnecchi - pianoforte, tastiera, organo Hammond, rhodes
- Christian "Noochie" Rigano - tastiera, sintetizzatore, sequencer, programmazione elettronica, computer
- Gareth Brown - batteria
- Leonardo Di Angilla - percussioni

### Date

#### Tour italiano
Aprile 2011
- 16 aprile 2011, Rimini, 105 Stadium
- 19 aprile 2011, Conegliano, Zoppas Arena
- 20 aprile 2011, Conegliano, Zoppas Arena
- 26 aprile 2011, Acireale, PalaTupparello
- 27 aprile 2011, Acireale, PalaTupparello
- 29 aprile 2011, Caserta, PalaMaggiò
- 30 aprile 2011, Caserta, PalaMaggiò

Maggio 2011
- 2 maggio 2011, Firenze, Nelson Mandela Forum
- 3 maggio 2011, Firenze, Nelson Mandela Forum
- 5 maggio 2011, Bologna, Unipol Arena
- 7 maggio 2011, Mantova, PalaBam
- 10 maggio 2011, Milano, Mediolanum Forum d'Assago
- 11 maggio 2011, Milano, Mediolanum Forum d'Assago
- 18 maggio 2011, Torino, PalaOlimpico
- 19 maggio 2011, Torino, PalaOlimpico
- 21 maggio 2011, Ancona, PalaRossini
- 22 maggio 2011, Ancona, PalaRossini
- 24 maggio 2011, Brescia, Fiera Brixia Expo
- 26 maggio 2011, Parma, Palacassa
- 28 maggio 2011, Perugia, PalaEvangelisti
- 29 maggio 2011, Perugia, PalaEvangelisti

Giugno 2011
- 11 giugno 2011, Manchester, (Tennessee, Stati Uniti d'America), Bonnaroo Music Festival
- 29 giugno 2011, Bari, Stadio della Vittoria

Luglio 2011
- 2 luglio 2011, Piazzola sul Brenta, Anfiteatro Camerini
- 5 luglio 2011, Bergamo, Arena estiva della Fiera di Bergamo
- 8 luglio 2011, Roma, Stadio Olimpico
- 9 luglio 2011, Roma, Stadio Olimpico
- 11 luglio 2011, Pescara, Stadio Adriatico-Giovanni Cornacchia
- 14 luglio 2011, Sarzana, Stadio Luperi
- 16 luglio 2011, Cava de' Tirreni, Stadio Simonetta Lamberti

Agosto 2011
- 11 agosto 2011, Lecce, Stadio Via del Mare
- 14 agosto 2011, Riccione, Stadio Comunale Nicoletti

Settembre 2011
- 3 settembre 2011, Taormina, Teatro Antico
- 6 settembre 2011, Agrigento, Valle dei Templi
- 10 settembre 2011, Cagliari, Fiera
- 16 settembre 2011, Verona, Arena
- 17 settembre 2011, Verona, Arena

Novembre 2011
- 26 novembre 2011, Forlì, PalaCredito di Romagna
- 27 novembre 2011, Forlì, PalaCredito di Romagna
- 29 novembre 2011, Torino, PalaOlimpico

Dicembre 2011
- 1º dicembre 2011, Genova, 105 Stadium
- 3 dicembre 2011, Firenze, Nelson Mandela Forum
- 4 dicembre 2011, Firenze, Nelson Mandela Forum
- 6 dicembre 2011, Roma, PalaLottomatica
- 7 dicembre 2011, Roma, PalaLottomatica
- 9 dicembre 2011, Milano, Mediolanum Forum d'Assago
- 10 dicembre 2011, Milano, Mediolanum Forum d'Assago

Febbraio 2012
- 4 febbraio 2012, Bologna, Unipol Arena
- 6 febbraio 2012, Taranto, PalaMazzola
- 8 febbraio 2012, Acireale, PalaTupparello
- 9 febbraio 2012, Acireale, PalaTupparello
- 11 febbraio 2012, Caserta, PalaMaggiò
- 13 febbraio 2012, Livorno, PalaLivorno
- 14 febbraio 2012, Livorno, PalaLivorno
- 16 febbraio 2012, Modena, PalaPanini
- 18 febbraio 2012, Padova, Fiera
- 21 febbraio 2012, Rimini, 105 Stadium
- 23 febbraio 2012, Ancona, PalaRossini
- 25 febbraio 2012, Torino, PalaOlimpico
- 28 febbraio 2012, Roma, PalaLottomatica
- 29 febbraio 2012, Roma, PalaLottomatica

Marzo 2012
- 2 marzo 2012, Trieste, PalaTrieste

#### Tour Americano
Marzo 2012
- 10 marzo 2012, Miami (Stati Uniti d'America), Grand Central
- 12 marzo 2012, Brooklyn (Stati Uniti d'America), Music Hall Of Williamsburg
- 13 marzo 2012, New York (Stati Uniti d'America), The Bowery Ballroom
- 14 marzo 2012, New York (Stati Uniti d'America), The Bowery Ballroom
- 15 marzo 2012, Austin (Stati Uniti d'America), South by Southwest
- 16 marzo 2012, Austin (Stati Uniti d'America), South by Southwest
- 17 marzo 2012, Los Angeles (Stati Uniti d'America), El Rey Theatre

Giugno 2012
- 15 giugno 2012, Toronto (Canada), Festival Stage Luminato Festival
- 28 giugno 2012, Montréal (Canada), QUE Montreal Jazz Festival

Agosto 2012
- 12 agosto 2012, San Francisco (Stati Uniti d'America), Golden Gate Park, Outside Lands Music Festival
- 13 agosto 2012, Los Angeles (Stati Uniti d'America), Ameoba
- 16 agosto 2012, Vancouver (Canada), Commodore Ballroom
- 18 agosto 2012, Seattle (Stati Uniti d'America), Neptune Theatre
- 19 agosto 2012, Portland (Stati Uniti d'America), Aladdin Theater

Ottobre 2012
- 1º ottobre 2012, Washington (Stati Uniti d'America), 9:30 Club
- 2 ottobre 2012, Filadelfia (Stati Uniti d'America), Trocadero Theatre
- 5 ottobre 2012, Boston (Stati Uniti d'America), Royale
- 6 ottobre 2012, New York (Stati Uniti d'America), Terminal 5
- 8 ottobre 2012, Atlanta (Stati Uniti d'America), Variety Playhouse
- 9 ottobre 2012, Orlando (Stati Uniti d'America), House of Blues
- 10 ottobre 2012, Miami (Stati Uniti d'America), The Fillmore Miami Beach
- 12 ottobre 2012, Austin (Stati Uniti d'America), ACL Music Festival
- 14 ottobre 2012, Denver (Stati Uniti d'America), Bluebird Theater
- 15 ottobre 2012, Minneapolis (Stati Uniti d'America), First Avenue
- 17 ottobre 2012, Chicago (Stati Uniti d'America), The Vic Theatre
- 18 ottobre 2012, Detroit (Stati Uniti d'America), Saint Andrew's Hall

## Backup Tour - Lorenzo negli stadi 2013
Backup Tour - Lorenzo negli stadi 2013 è una tournée di Jovanotti che è partita il 7 giugno 2013 da Ancona e terminata il 20 luglio 2013 a Cagliari. Un video con un mix di tutti i concerti, intitolato In questa notte fantastica - Lorenzo e diretto da Leandro Manuel Emede e Nicolò Cerioni, è stato trasmesso su Rai 1 e Rai HD lunedì 2 settembre 2013. Il tour si aggiudica anche un OnStage Award come Miglior Palco.
In seguito al tour è uscito l'album dal vivo Lorenzo negli stadi - Backup Tour 2013.

### Scaletta
1. Lo chiamavano Trinità... (Intro)
2. Ciao mamma, Megamix, Mix
3. Gimme Five
4. Non m'annoio
5. Tensione evolutiva
6. Safari
7. Mezzogiorno
8. La mia moto
9. Serenata rap
10. Questa è la mia casa
11. Mi fido di te
12. Gente della notte,
13. Piove
14. Tutto l'amore che ho
15. La notte dei desideri
16. La notte dei miracoli (Lucio Dalla), Certe notti (Luciano Ligabue), Una notte in Italia (Ivano Fossati),
Notte prima degli esami (Antonello Venditti), Vecchio frac (Domenico Modugno)
17. Ti porto via con me
18. Ora
19. Le tasche piene di sassi
20. Terra degli uomini
21. (Tanto)³
22. Io danzo, Falla girare, Attaccami la spina
23. Muoviti muoviti
24. Una tribù che balla
25. Bella
26. Un raggio di sole
27. Baciami ancora
28. Riderà (Little Tony) (ad Ancona)
29. A te
30. Il più grande spettacolo dopo il Big Bang
31. L'ombelico del mondo
32. Ragazzo fortunato
33. Penso positivo

### Gruppo
- Riccardo Onori - chitarra elettrica e acustica
- Saturnino - basso
- Franco Santarnecchi - pianoforte, tastiera, organo Hammond, rhodes
- Christian "Noochie" Rigano - tastiera, sintetizzatore, sequencer, programmazione elettronica, computer
- Gareth Brown - batteria
- Leonardo Di Angilla - percussioni, batteria
- Marco Tamburini - tromba
- Mattia Dalla Pozza - sassofono
- Glauco Benedetti - tuba
- Federico Pierantoni - trombone

### Supporto
- Tre Allegri Ragazzi Morti: Ancona, Bari, Bologna, Milano, Firenze, Roma, Padova, Torino.
- Il Cile: Ancona, Milano, Roma, Pescara.
- Clementino: Salerno, Palermo.

### DJ Ospiti
- Benny Benassi: Milano (19 giugno).
- Pink Is Punk: Ancona, Milano (20 giugno).
- DJ Ralf: Bologna, Firenze.
- Congorock: Bari
- Claudio Coccoluto: Roma, Salerno.
- Nari & Milani: Pescara.
- Spiller: Padova.
- Riva Starr: Torino.
- Donati & Amato: Cagliari.

### Date e spettatori (384.034)
Giugno
- 7 giugno 2013, Ancona, Stadio Del Conero 23.611
- 11 giugno 2013, Bari, Stadio della Vittoria 23.684
- 15 giugno 2013, Bologna, Stadio Renato Dall'Ara 33.111
- 19 giugno 2013, Milano, Stadio Giuseppe Meazza di San Siro 48.101
- 20 giugno 2013, Milano, Stadio Giuseppe Meazza di San Siro 39.181
- 23 giugno 2013, Firenze, Stadio Artemio Franchi 37.912
- 28 giugno 2013, Roma, Stadio Olimpico 47.910

Luglio
- 2 luglio 2013, Salerno, Stadio Arechi 15.561
- 6 luglio 2013, Palermo, Velodromo Paolo Borsellino 20.908
- 10 luglio 2013, Pescara, Stadio Adriatico-Giovanni Cornacchia 17.452
- 13 luglio 2013, Padova, Stadio Euganeo 28.101
- 16 luglio 2013, Torino, Stadio Olimpico 35.100
- 20 luglio 2013, Cagliari, Fiera di Cagliari 13.402

## Super-Sur-Tour 2014
Super-Sur-Tour 2014 è una breve tournée di Jovanotti in America Latina che è partita il 30 marzo 2014 da Santiago del Cile e terminata il 5 aprile 2014 a Bogotà.
Jovanotti ha proposto nel tour l'inedito Le storie vere, pubblicato successivamente sull'album successivo Lorenzo 2015 CC..

### Scaletta
1. Come parli l'italiano, Attaccami la spina
2. Ciao Mamma, Dammi Spazio, Non m'annoio
3. Tensione evolutiva
4. Le storie vere (inedito)
5. Safari
6. Serenata rap
7. Piove
8. Ti porto via con me
9. (Tanto)³, Io Danzo, Una tribù che balla
10. Sul lungomare del mondo
11. Un raggio di sole
12. Penso positivo
13. Bella
14. Mariposa Tecnikolor (a Buenos Aires)
15. L'ombelico del mondo

### Band
- Riccardo Onori - chitarra elettrica e acustica
- Saturnino - basso
- Leonardo Di Angilla - percussioni
- Franco Santarnecchi - pianoforte, tastiera
- Gil Oliveira - batteria

### Date
Marzo
- 30 marzo 2014, Santiago del Cile (Cile), Lollapalooza
- 31 marzo 2014, Montevideo (Uruguay), La Trastienda Club

Aprile
- 2 aprile 2014, Buenos Aires (Argentina), Lollapalooza
- 5 aprile 2014, Bogotà (Colombia), Parque Deportivo, Festival Estereo Picnic

#### Date annullate
- 6 aprile 2014, Caracas (Venezuela), Anfiteatro Sambi - annullata a causa di disordini in corso in Venezuela.

## Lorenzo negli Stadi Tour 2015
Il Lorenzo negli Stadi Tour 2015 è stato il quattordicesimo tour musicale del cantautore italiano Jovanotti.
È partito il 20 giugno 2015 da Ancona ed è terminato il 30 luglio 2015 a Bari.
Durante il concerto allo Stadio San Paolo di Napoli sono intervenuti come ospiti durante il concerto Eros Ramazzotti e James Senese per ricordare Pino Daniele, scomparso pochi mesi prima. I tre hanno cantato quattro brani storici del repertorio di Pino: Yes I Know My Way, Quanno chiove, Napule è e A me me piace 'o blues.

### Scaletta
1. Penso positivo
2. Tutto acceso
3. Attaccami la spina
4. L'alba
5. Una scintilla
6. Sabato
7. Il più grande spettacolo dopo il Big Bang
8. Bella
9. Stella cometa
10. Ora
11. Fango
12. Il mondo è tuo (stasera)
13. Non m'annoio, (Tanto)³, Falla girare, Megamix, È la scienza, bellezza!, Muoviti muoviti
14. L'ombelico del mondo
15. Musica
16. L'estate addosso
17. Estate
18. Le tasche piene di sassi
19. L'astronauta
20. Serenata Rap
21. Come musica
22. Tutto l'amore che ho
23. La notte dei desideri
24. Tensione evolutiva
25. Mezzogiorno
26. Ragazzo fortunato
27. A te
28. Gli immortali
29. Ti porto via con me

### Band
- Riccardo Onori - chitarra elettrica, chitarra acustica, ukulele
- Danny Bronzini - chitarra elettrica, chitarra acustica, mandolino, ukulele
- Saturnino - basso, batteria
- Franco Santarnecchi - pianoforte, tastiera, hammond, rhodes, batteria
- Christian "Noochie" Rigano - tastiera, sintetizzatore, sequencer, programmazione elettronica, computer
- Gareth Brown - batteria
- Leonardo Di Angilla - percussioni, batteria
- Federico Pierantoni - trombone
- Mattia Dalla Pozza - sassofono
- Antonello Del Sordo - tromba
- Glauco Benedetti - Flicorno Tenore

### DJ Ospiti
- Stefy Oyadi: Ancona
- Andrea Oliva: Milano (25 giugno)
- Albert Marzinotto: Milano (26 giugno), Roma
- Aquadrop: Milano (27 giugno)
- Ackeejuice Rockers: Padova
- Ackeejuice Rockers: Firenze (4 luglio)
- Rudeejay: Firenze (5 luglio)
- StereoLiez: Bologna
- Matteo Lovalvo: Messina
- Smoothies: Pescara
- Carola Pisaturo: Napoli
- G.O.W.: Bari

### Date del tour
| 454.036 |
| ------- |

| N.D. |
| ---- |

## Lorenzo nei Palasport Tour 2015-2016
Lorenzo nei Palasport Tour 2015-2016 è una tournée di Jovanotti che è partita il 19 novembre 2015 da Rimini ed è terminata il 19 gennaio 2016 a Firenze

### Scaletta
1. E non hai visto ancora niente
2. Sabato
3. Tensione evolutiva
4. Coraggio, Safari, Wanna be startin' somethin
5. L'ombelico del mondo
6. Ragazza magica
7. A te
8. Libera
9. Terra degli uomini
10. Gli immortali
11. Soleluna
12. Gente della notte
13. Dove ho visto te
14. L'alba
15. Una tribù che balla, (Tanto)³
16. Musica
17. Falla girare, Muoviti muoviti, Attaccami la spina, Megamix, Non m'annoio
18. L'estate addosso
19. Pieno di vita
20. Mi fido di te
21. Il più grande spettacolo dopo il Big Bang
22. Bella
23. Tutto acceso
24. Penso positivo
25. Ragazzo fortunato
26. Ti porto via con me

### Band
- Riccardo Onori - chitarra elettrica, chitarra acustica
- Danny Bronzini - chitarra elettrica, chitarra acustica, ukulele
- Saturnino - basso
- Franco Santarnecchi - pianoforte, tastiera, hammond, rhodes
- Christian "Noochie" Rigano - tastiera, sintetizzatore, sequencer, programmazione elettronica, computer
- Gareth Brown - batteria
- Leonardo Di Angilla - percussioni
- Federico Pierantoni - trombone
- Mattia Dalla Pozza - sassofono
- Antonello Del Sordo - tromba
- Glauco Benedetti - tuba

### Date
Date e spettatori (257.078)
Novembre 2015
- 19 novembre 2015, Rimini, 105 Stadium 5.876
- 20 novembre 2015, Rimini, 105 Stadium 5.678
- 22 novembre 2015, Livorno, Modigliani Forum 7.456
- 24 novembre 2015, Livorno, Modigliani Forum 7.345
- 25 novembre 2015, Livorno, Modigliani Forum 7.012
- 27 novembre 2015, Milano, Mediolanum Forum d'Assago 11.114
- 28 novembre 2015, Milano, Mediolanum Forum d'Assago 11.112
- 30 novembre 2015, Milano, Mediolanum Forum d'Assago 11.098

Dicembre 2015
- 2 dicembre 2015, Torino, Palasport Olimpico 10.345
- 3 dicembre 2015, Torino, Palasport Olimpico 10.211
- 5 dicembre 2015, Torino, Palasport Olimpico 10.010
- 6 dicembre 2015, Torino, Palasport Olimpico 9.987
- 8 dicembre 2015, Bruxelles (Belgio), Forest National 3.987
- 10 dicembre 2015, Zurigo (Svizzera), Hallenstadion 6.912
- 12 dicembre 2015, Montichiari, PalaGeorge 5.800
- 13 dicembre 2015, Montichiari, PalaGeorge 5.512
- 15 dicembre 2015, Pesaro, Adriatic Arena 7.213
- 18 dicembre 2015, Conegliano, Zoppas Arena 5.800
- 19 dicembre 2015, Conegliano, Zoppas Arena 5.602
- 21 dicembre 2015, Bologna, Unipol Arena 12.864
- 22 dicembre 2015, Bologna, Unipol Arena 10.994
- 27 dicembre 2015, Roma, PalaLottomatica 5.789
- 28 dicembre 2015, Roma, PalaLottomatica 5.765
- 30 dicembre 2015, Roma, PalaLottomatica 5.212

Gennaio 2016
- 2 gennaio 2016, Acireale, PalaTupparello 5.234
- 5 gennaio 2016, Caserta, PalaMaggiò 5.786
- 6 gennaio 2016, Caserta, PalaMaggiò 5.123
- 8 gennaio 2016, Milano, Mediolanum Forum d'Assago 11.733
- 9 gennaio 2016, Milano, Mediolanum Forum d'Assago 11.603
- 11 gennaio 2016, Bolzano, Palaonda 6.234
- 14 gennaio 2016, Düsseldorf, (Germania), Mitsubishi Electric Halle 1.015
- 16 gennaio 2016, Lugano, (Svizzera), Resega 7.319
- 18 gennaio 2016, Firenze, Nelson Mandela Forum 7.333
- 19 gennaio 2016, Firenze, Nelson Mandela Forum 7.012

## Lorenzo Live Tour 2018
Il Lorenzo Live Tour 2018 è il sedicesimo tour musicale del cantautore italiano Jovanotti.
È partita da Milano il 12 febbraio 2018 ed è terminata nello stesso luogo il 4 luglio.

### Gruppo
- Riccardo Onori - chitarra elettrica, chitarra acustica
- Saturnino - basso
- Franco Santarnecchi - pianoforte, tastiera, hammond, rhodes, fisarmonica, batteria
- Christian "Noochie" Rigano - tastiera, sintetizzatore, sequencer, programmazione elettronica, computer, clavinet
- Gareth Brown - batteria
- Leonardo Di Angilla - percussioni
- Jordan McLean - tromba
- Gianluca Petrella - trombone, sintetizzatore
- Matthew Bauder - sassofono, chitarra elettrica

### Scaletta
1. Ti porto via con me
2. Le canzoni
3. Penso positivo
4. In Italia
5. Oh, vita!
6. Sbam!
7. Gli immortali
8. Mi fido di te
9. Sbagliato
10. Baciami ancora
11. Chiaro di luna
12. Fame
13. Medley/DJ set: Attaccami la spina, Non mi annoio, Muoviti, Una tribù che balla, (Tanto)³
14. L'ombelico del mondo
15. A te
16. Ti sposerò
17. Ragazza magica
18. L'estate addosso
19. Tutto l'amore che ho
20. Safari
21. Tensione evolutiva
22. Sabato
23. Il più grande spettacolo dopo il big bang
24. Ciao mamma
25. Ragazzo fortunato
26. Paura di niente
27. Mezzogiorno
28. Viva la libertà

### Date
Febbraio
- 12 febbraio 2018, Milano, Mediolanum Forum d'Assago
- 13 febbraio 2018, Milano, Mediolanum Forum d'Assago
- 15 febbraio 2018, Milano, Mediolanum Forum d'Assago
- 16 febbraio 2018, Milano, Mediolanum Forum d'Assago
- 18 febbraio 2018, Milano, Mediolanum Forum d'Assago
- 19 febbraio 2018, Milano, Mediolanum Forum d'Assago
- 21 febbraio 2018, Milano, Mediolanum Forum d'Assago
- 22 febbraio 2018, Milano, Mediolanum Forum d'Assago
- 24 febbraio 2018, Milano, Mediolanum Forum d'Assago
- 25 febbraio 2018, Milano, Mediolanum Forum d'Assago
- 27 febbraio 2018, Milano, Mediolanum Forum d'Assago
- 28 febbraio 2018, Milano, Mediolanum Forum d'Assago

Marzo
- 3 marzo 2018, Rimini, RDS Stadium
- 4 marzo 2018, Rimini, RDS Stadium
- 6 marzo 2018, Rimini, RDS Stadium
- 10 marzo 2018, Firenze, Nelson Mandela Forum
- 11 marzo 2018, Firenze, Nelson Mandela Forum
- 13 marzo 2018, Firenze, Nelson Mandela Forum
- 14 marzo 2018, Firenze, Nelson Mandela Forum
- 16 marzo 2018, Firenze, Nelson Mandela Forum
- 17 marzo 2018, Firenze, Nelson Mandela Forum
- 19 marzo 2018, Firenze, Nelson Mandela Forum
- 20 marzo 2018, Firenze, Nelson Mandela Forum
- 22 marzo 2018, Firenze, Nelson Mandela Forum

Aprile
- 3 aprile 2018, Torino, Palasport Olimpico
- 4 aprile 2018, Torino, Palasport Olimpico
- 6 aprile 2018, Torino, Palasport Olimpico
- 7 aprile 2018, Torino, Palasport Olimpico
- 9 aprile 2018, Torino, Palasport Olimpico
- 13 aprile 2018, Bologna, Unipol Arena
- 14 aprile 2018, Bologna, Unipol Arena
- 19 aprile 2018, Roma, PalaLottomatica
- 20 aprile 2018, Roma, PalaLottomatica
- 22 aprile 2018, Roma, PalaLottomatica
- 23 aprile 2018, Roma, PalaLottomatica
- 25 aprile 2018, Roma, PalaLottomatica
- 26 aprile 2018, Roma, PalaLottomatica
- 28 aprile 2018, Roma, PalaLottomatica
- 29 aprile 2018, Roma, PalaLottomatica

Maggio
- 1º maggio 2018, Roma, PalaLottomatica
- 2 maggio 2018, Roma, PalaLottomatica
- 4 maggio 2018, Bologna, Unipol Arena
- 8 maggio 2018, Acireale, Pal'Art Hotel
- 9 maggio 2018, Acireale, Pal'Art Hotel
- 15 maggio 2018, Verona, Arena di Verona
- 16 maggio 2018, Verona, Arena di Verona
- 18 maggio 2018, Verona, Arena di Verona
- 19 maggio 2018, Verona, Arena di Verona
- 21 maggio 2018, Verona, Arena di Verona
- 22 maggio 2018, Verona, Arena di Verona
- 25 maggio 2018, Eboli, PalaSele
- 26 maggio 2018, Eboli, PalaSele
- 28 maggio 2018, Eboli, PalaSele

Giugno
- 1º giugno 2018, Ancona, Pala Prometeo
- 2 giugno 2018, Ancona, Pala Prometeo
- 4 giugno 2018, Ancona, Pala Prometeo
- 9 giugno 2018, Padova, Arena Spettacoli,  Padova Fiere
- 12 giugno 2018, Padova, Arena Spettacoli,  Padova Fiere
- 16 giugno 2018, Stoccarda (Germania), Porsche-Arena
- 19 giugno 2018, Vienna (Austria), Wiener Stadthalle
- 21 giugno 2018, Zurigo (Svizzera), Hallenstadion
- 23 giugno 2018, Bruxelles (Belgio), Forest National
- 25 giugno 2018, Londra (Inghilterra), Wembley Arena
- 30 giugno 2018, Lugano, (Svizzera), PalaResega

Luglio
- 3 luglio 2018, Milano, Mediolanum Forum d'Assago
- 4 luglio 2018, Milano, Mediolanum Forum d'Assago

### Date rinviate
- 16 aprile 2018, Bologna, Unipol Arena - rinviata al 4 maggio 2018 a causa di un piccolo edema alle corde vocali

## Jova Beach Party Tour 2019
Il Jova Beach Party Tour 2019 è il diciassettesimo tour musicale del cantautore italiano Jovanotti, per la prima volta su spiagge italiane, partito da Lignano Sabbiadoro il 6 luglio 2019 e terminato a Milano il 21 settembre 2019.

### Gruppo
- Riccardo Onori - chitarra elettrica, chitarra acustica
- Saturnino - basso
- Franco Santarnecchi - pianoforte, tastiera, hammond, rhodes, fisarmonica, batteria
- Christian "Noochie" Rigano - tastiera, sintetizzatore, sequencer, programmazione elettronica, computer, clavinet
- Leonardo Di Angilla - percussioni, batteria
- Gianluca Petrella - trombone, sintetizzatore

### Date
Luglio
- 6 luglio 2019, Lignano Sabbiadoro, Spiaggia Bell'Italia, 44.679
- 10 luglio 2019, Rimini, Spiaggia di Rimini Terme, 38.704
- 13 luglio 2019, Castel Volturno, Lido Fiore Flava Beach, 27.404
- 16 luglio 2019, Marina di Cerveteri Lungomare dei Navigatori Etruschi, 37.960
- 20 luglio 2019, Barletta, Lungomare Pietro Mennea, 40.996
- 23 luglio 2019, Olbia, Banchina Isola Bianca Molo Bonaria, 17.348
- 30 luglio 2019, Viareggio, Spiaggia Muraglione, 40.521

Agosto
- 3 agosto 2019, Lido di Fermo, Lungomare Fermano, 32.660
- 7 agosto 2019, Praia a Mare, Dino Beach Area, 21.612
- 10 agosto 2019, Roccella Jonica, Area Natura Village, 25.037
- 13 agosto 2019, Policoro, Spiaggia Torre Mozza, 22.601
- 20 agosto 2019, Lido degli Estensi, Arenile Porto Canale, 27.425
- 24 agosto 2019, Marebbe, Cima Plan de Corones 2275m, 26.655
- 28 agosto 2019, Lignano Sabbiadoro, Spiaggia Bell'Italia, 26.039
- 31 agosto 2019, Viareggio, Spiaggia Muraglione, 40.521

Settembre
- 7 settembre 2019, Montesilvano, Lungomare Aldo Moro, 22.821
- 21 settembre 2019, Milano, Aeroporto di Milano-Linate, 74.198

### Date annullate
- 16 luglio 2019, Ladispoli, Spiaggia di Torre Flavia - annullato in quanto vicino all'area di nidificazione del fratino, un piccolo trampoliere inserito nell'elenco delle specie più minacciate di estinzione in Italia.
- 27 luglio 2019, Albenga, Spiaggia Fronte Isola - annullato per via di una forte mareggiata che ha causato l'erosione di circa 12 metri di spiaggia e quindi impossibilitato il corretto svolgimento della tappa per norme di sicurezza.
- 17 agosto 2019, Vasto, Area Eventi Lungomare - annullato.

### Scaletta
Lignano Sabbiadoro
1. Ti porto via con me
2. Salvami
3. Mani libere
4. Vado
5. Oh, vita!
6. Fame
7. Estate
8. Serenata rap
9. La statua della mia libertà (con Samuel)
10. Nuova era
11. Tutto l'amore che ho
12. Io danzo
13. 90MIN (con Salmo)
14. Piove
15. Sabato
16. A te
17. Baciami ancora
18. L'estate addosso
19. Bella
20. L'ombelico del mondo
21. Attaccami la spina
22. La mia moto
23. (Tanto)³
24. E non hai visto ancora niente
25. Tensione evolutiva
26. Penso positivo
27. Il più grande spettacolo dopo il Big Bang
28. Ragazzo fortunato

Rimini
- Duetto con Luca Carboni in Mare mare, Ci vuole un fisico bestiale e 4/3/1943 di Lucio Dalla.

## Jova Beach Party Tour 2022
Il Jova Beach Party Tour 2022 è il diciottesimo tour musicale del cantautore italiano Jovanotti, svoltosi nuovamente su spiagge italiane.
A novembre 2022 si svolgono 2 speciali concerti per 4.000 fan scelti tra i donatori del progetto di crowdfunding Ri-party-amo insieme a WWF e Intesa Sanpaolo per la tutela e la salvaguardia della natura.

### Gruppo
- Riccardo Onori - chitarra elettrica, chitarra acustica
- Saturnino - basso
- Franco Santarnecchi - pianoforte, tastiera, hammond, rhodes, fisarmonica, batteria
- Christian "Noochie" Rigano - tastiera, sintetizzatore, sequencer, programmazione elettronica, computer, clavinet
- Leonardo Di Angilla - percussioni, batteria
- Kalifa Konè - percussioni, batteria
- Gianluca Petrella - trombone, sintetizzatore
- Davide Rossi - archi

### Date
Luglio
- 2 luglio 2022, Lignano Sabbiadoro, Spiaggia Bell'Italia
- 3 luglio 2022, Lignano Sabbiadoro, Spiaggia Bell'Italia
- 8 luglio 2022, Marina di Ravenna, Spiaggia di Marina di Ravenna
- 9 luglio 2022, Marina di Ravenna, Spiaggia di Marina di Ravenna
- 13 luglio 2022, Gressan, Area verde
- 17 luglio 2022, Villanova d'Albenga, Ippodromo dei Fiori
- 23 luglio 2022, Marina di Cerveteri, Lungomare dei Navigatori Etruschi
- 24 luglio 2022, Marina di Cerveteri, Lungomare dei Navigatori Etruschi
- 30 luglio 2022, Barletta, Lungomare Pietro Mennea
- 31 luglio 2022, Barletta, Lungomare Pietro Mennea

Agosto
- 5 agosto 2022, Lido di Fermo, Lungomare Fermano
- 6 agosto 2022, Lido di Fermo, Lungomare Fermano
- 12 agosto 2022, Roccella Jonica, Area Natura Village
- 13 agosto 2022, Roccella Jonica, Area Natura Village
- 19 agosto 2022, Vasto, Area Eventi Lungomare
- 20 agosto 2022, Vasto, Area Eventi Lungomare
- 26 agosto 2022, Castel Volturno, Lido Fiore Flava Beach
- 27 agosto 2022, Castel Volturno, Lido Fiore Flava Beach

Settembre
- 2 settembre 2022, Viareggio, Spiaggia Muraglione
- 3 settembre 2022, Viareggio, Spiaggia Muraglione
- 10 settembre 2022, Bresso, Aeroporto di Bresso

Novembre
- 12 novembre 2022, Roma, Atlantico
- 14 novembre 2022, Milano, Alcatraz

### Scaletta
Lignano Sabbiadoro, 2 luglio
1. Intro (Let's Go)
2. Una tribù che balla
3. I Love You Baby
4. Sensibile all’estate
5. Viva la libertà (con Flavia Coelho)
6. Sei un mito (con Max Pezzali)
7. Hanno ucciso l'Uomo Ragno (con Max Pezzali)
8. Gli anni
9. L’estate addosso
10. Sabato
11. Il sole sorge di sera
12. Musica
13. Il boom
14. Nuova era
15. Safari
16. Apri tutte le porte (con Gianni Morandi)
17. L’allegria (con Gianni Morandi)
18. Fatti mandare dalla mamma (con Gianni Morandi)
19. C’era un ragazzo che come me amava i Beatles e i Rolling Stones (con Gianni Morandi)
20. Ragazza magica
21. Baciami ancora
22. Sapore di sale
23. Le tasche piene di sassi
24. Tensione evolutiva
25. Penso positivo
26. Un raggio di sole
27. Megamix
28. Non m'annoio
29. L’ombelico del mondo
30. Tanto tanto tanto
31. Gli immortali
32. Estate
33. Il più grande spettacolo dopo il Big Bang
34. Ti porto via con me
35. Ragazzo fortunato
36. A te

## PalaJova Tour 2025
PalaJova Tour 2025 è il diciannovesimo tour musicale del cantautore italiano Jovanotti, partito da Pesaro il 4 marzo 2025.

### Band
- Adriano Viterbini  - chitarra elettrica, chitarra acustica
- Saturnino - basso
- Christian "Noochie" Rigano - tastiere, sintetizzatore, sequencer, programmazione elettronica, computer
- Franco Santarnecchi - pianoforte, tastiere, hammond, rhodes
- Carmine Landolfi - batteria
- Leonardo Di Angilla - percussioni
- Kalifa Kone - percussioni
- Gianluca Petrella - trombone, sintetizzatore
- Camilla Rolando - tromba
- Sophia Tomelleri - sassofono
- Moris Pradella - cori, chitarra acustica
- Jennifer Vargas - cori
- Micol Touadi - cori

### Scaletta
1. Montecristo
2. L'ombelico del mondo
3. Tensione evolutiva
4. Mezzogiorno
5. Il più grande spettacolo dopo il Big Bang
6. 101
7. Mi fido di te
8. Un bene dell'anima
9. Medley Funk: Questa è la mia casa, Mani in alto, Una tribù che balla, Oh vita, Muoviti muoviti, (Tanto)³, Falla girare, Megamix
10. Ragazza magica
11. Un raggio di sole
12. Un mondo a parte
13. Medley lento: Come musica, Io ti cercherò, Punto, Serenata Rap
14. A te
15. L'estate addosso
16. I love You Baby
17. Gli immortali
18. Le tasche piene di sassi
19. Ricordati di vivere
20. Fuorionda
21. Sabato
22. Yalla yalla
23. Ti porto via con me
24. Penso positivo
25. Il corpo umano
26. Ragazzo fortunato
27. Se lo senti lo sai
28. Occhi a cuore

### Date
Marzo
- 4 marzo 2025, Pesaro, Vitrifrigo Arena
- 5 marzo 2025, Pesaro, Vitrifrigo Arena
- 7 marzo 2025, Pesaro, Vitrifrigo Arena
- 8 marzo 2025, Pesaro, Vitrifrigo Arena
- 11 marzo 2025, Milano, Unipol Forum
- 12 marzo 2025, Milano, Unipol Forum
- 14 marzo 2025, Milano, Unipol Forum
- 15 marzo 2025, Milano, Unipol Forum
- 17 marzo 2025, Milano, Unipol Forum
- 18 marzo 2025, Milano, Unipol Forum
- 20 marzo 2025, Zurigo (Svizzera), Hallenstadion
- 22 marzo 2025, Firenze, Nelson Mandela Forum
- 23 marzo 2025, Firenze, Nelson Mandela Forum
- 25 marzo 2025, Firenze, Nelson Mandela Forum
- 26 marzo 2025, Firenze, Nelson Mandela Forum
- 28 marzo 2025, Firenze, Nelson Mandela Forum
- 29 marzo 2025, Firenze, Nelson Mandela Forum
- 31 marzo 2025, Firenze, Nelson Mandela Forum

Aprile
- 1° aprile 2025, Firenze, Nelson Mandela Forum
- 3 aprile 2025, Bologna, Unipol Arena
- 5 aprile 2025, Bologna, Unipol Arena
- 6 aprile 2025, Bologna, Unipol Arena
- 9 aprile 2025, Torino, Inalpi Arena
- 10 aprile 2025, Torino, Inalpi Arena
- 12 aprile 2025, Torino, Inalpi Arena
- 13 aprile 2025, Torino, Inalpi Arena
- 15 aprile 2025, Torino, Inalpi Arena
- 16 aprile 2025, Torino, Inalpi Arena
- 22 aprile 2025, Roma, Palazzo dello Sport
- 23 aprile 2025, Roma, Palazzo dello Sport
- 25 aprile 2025, Roma, Palazzo dello Sport
- 26 aprile 2025, Roma, Palazzo dello Sport
- 28 aprile 2025, Roma, Palazzo dello Sport
- 29 aprile 2025, Roma, Palazzo dello Sport

Maggio
- 1º maggio 2025, Roma, Palazzo dello Sport
- 2 maggio 2025, Roma, Palazzo dello Sport
- 5 maggio 2025, Milano, Unipol Forum
- 6 maggio 2025, Milano, Unipol Forum
- 8 maggio 2025, Milano, Unipol Forum
- 9 maggio 2025, Milano, Unipol Forum
- 12 maggio 2025, Milano, Unipol Forum
- 13 maggio 2025, Milano, Unipol Forum
- 15 maggio 2025, Verona, Arena di Verona
- 16 maggio 2025, Verona, Arena di Verona
- 18 maggio 2025, Verona, Arena di Verona
- 19 maggio 2025, Verona, Arena di Verona
- 21 maggio 2025, Verona, Arena di Verona
- 22 maggio 2025, Verona, Arena di Verona
- 24 maggio 2025, Roma, Palazzo dello Sport
- 25 maggio 2025, Roma, Palazzo dello Sport
- 27 maggio 2025, Roma, Palazzo dello Sport
- 28 maggio 2025, Roma, Palazzo dello Sport
- 30 maggio 2025, Bologna, Unipol Arena
- 31 maggio 2025, Bologna, Unipol Arena

Luglio
- 26 luglio 2025, Tarvisio, Lago Superiore di Fusine (concerto per soli ciclisti ore 14)